# Бербере

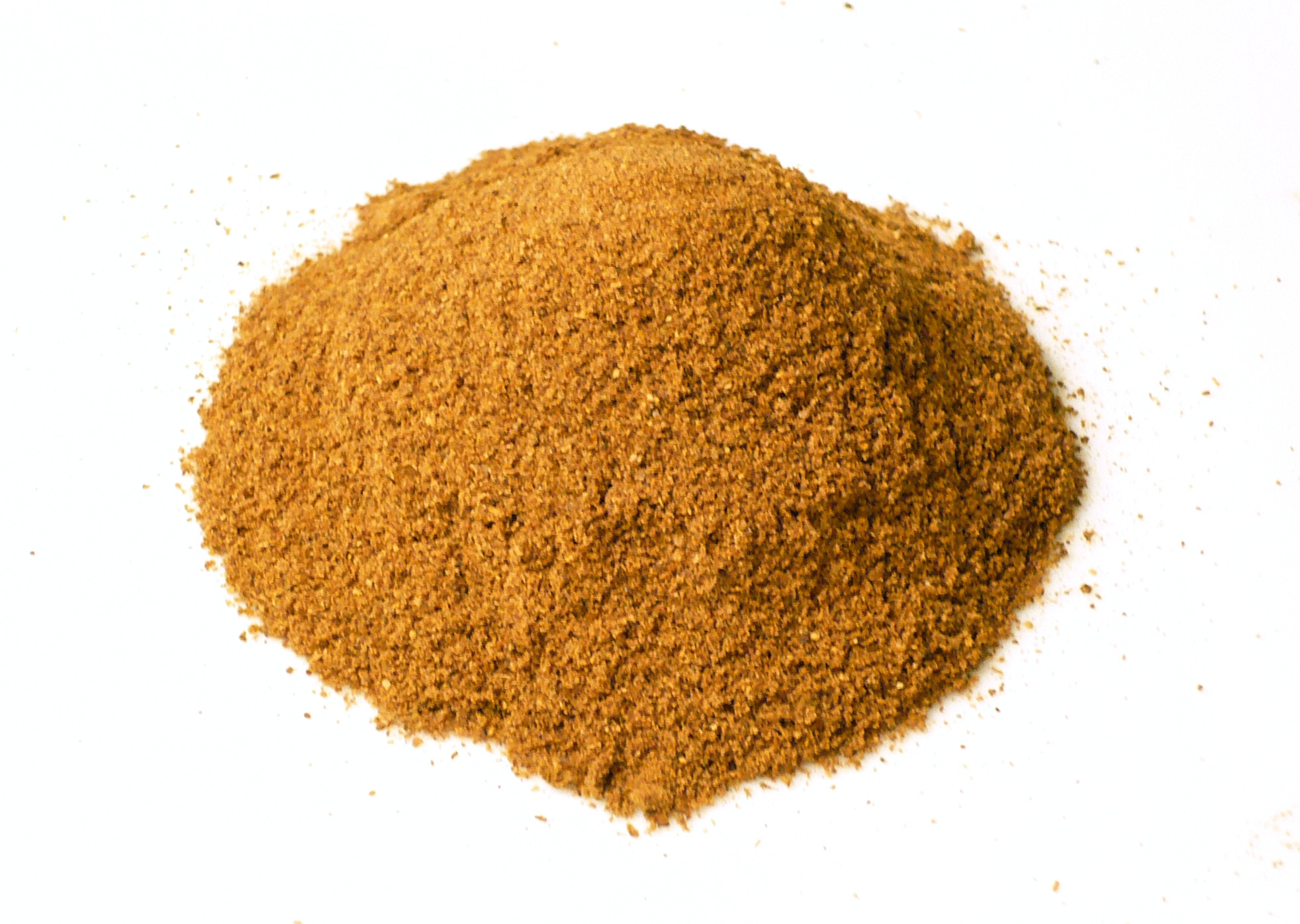
Бербере

Бербере (амх. በርበሬ, оромо barbaree, тигринья በርበረ) — смесь специй в кухнях Эфиопии и Эритреи, обычно включающая красный перец, имбирь, гвоздику, кориандр, душистый перец, ягоды рута и ажгон. Бербере иногда делают из трав и специй, в том числе из культурных растений, которые растут дикими в Эфиопии, например Aframomum corrorima и перец длинный.

## Способ приготовления
Рецепты приготовления приправы очень разные, характерные для каждого региона и даже семьи в Эфиопии.
Первым этапом в приготовлении бербере является обжаривание красного стручкового перца на сковороде, пока перец не станет тёмно-бурого цвета. Позже к приправе добавляют имбирь, перец кайенский и чёрный перец, греческий пажитник, ажгон и семена кориандра. Затем обжаривают всё вместе и после перемалывают полученную смесь. Далее, для придания приправе сладости добавляют корицу, кардамон, гвоздику и душистый перец. Опять всё обжаривают и перемалывают. Получается порошок или пастообразная смесь.
Кроме того, в некоторых вариантах приготовления бербере возможны также добавления кумина, куркумы, мускатного ореха, чеснока, лука, тимьяна и базилика.

## С чем едят
Бербере обычно подают как приправу к баранине. Также её подают с тушёными блюдами, иногда добавляют в рагу и супы, используют в рисовых блюдах.